# Calathea lutea
Calathea lutea là một loài thực vật có hoa trong họ Marantaceae. Loài này được (Aubl.) E.Mey. ex Schult. mô tả khoa học đầu tiên năm 1822.

## Hình ảnh

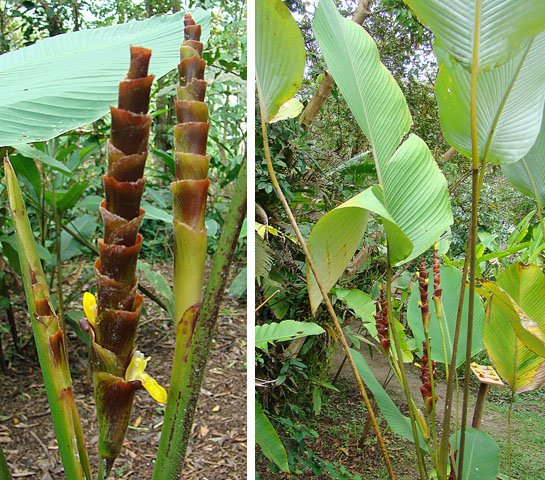
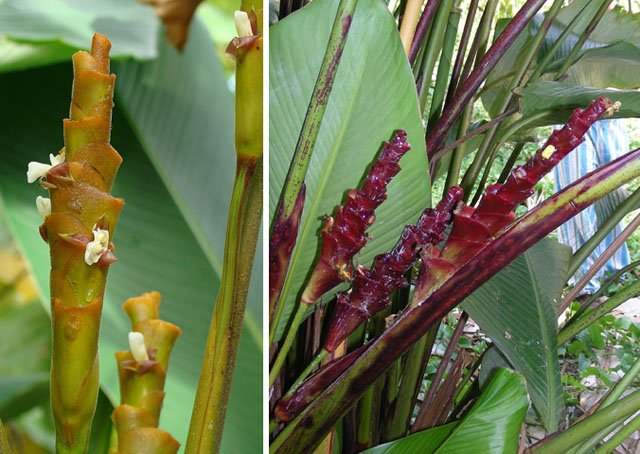
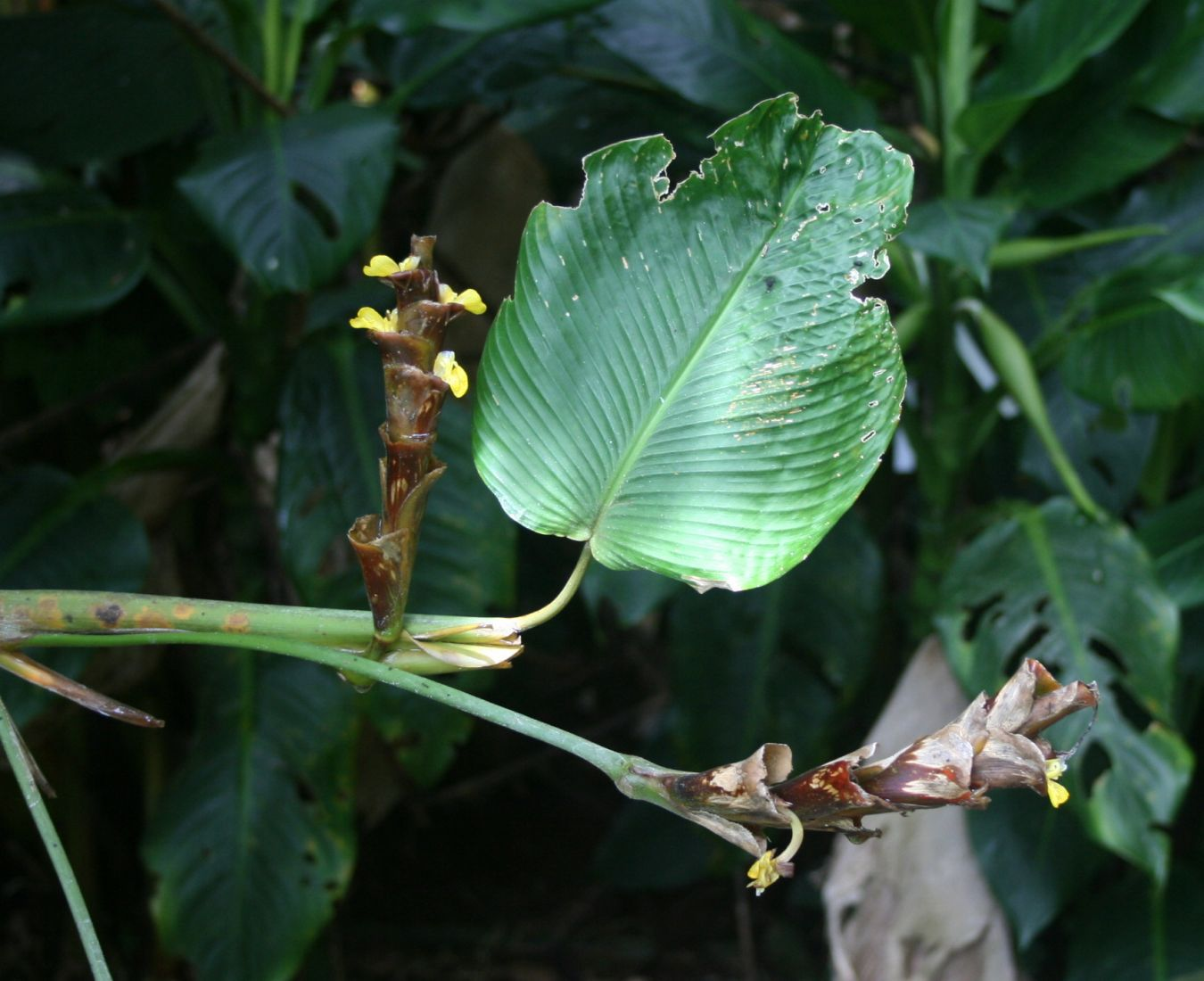
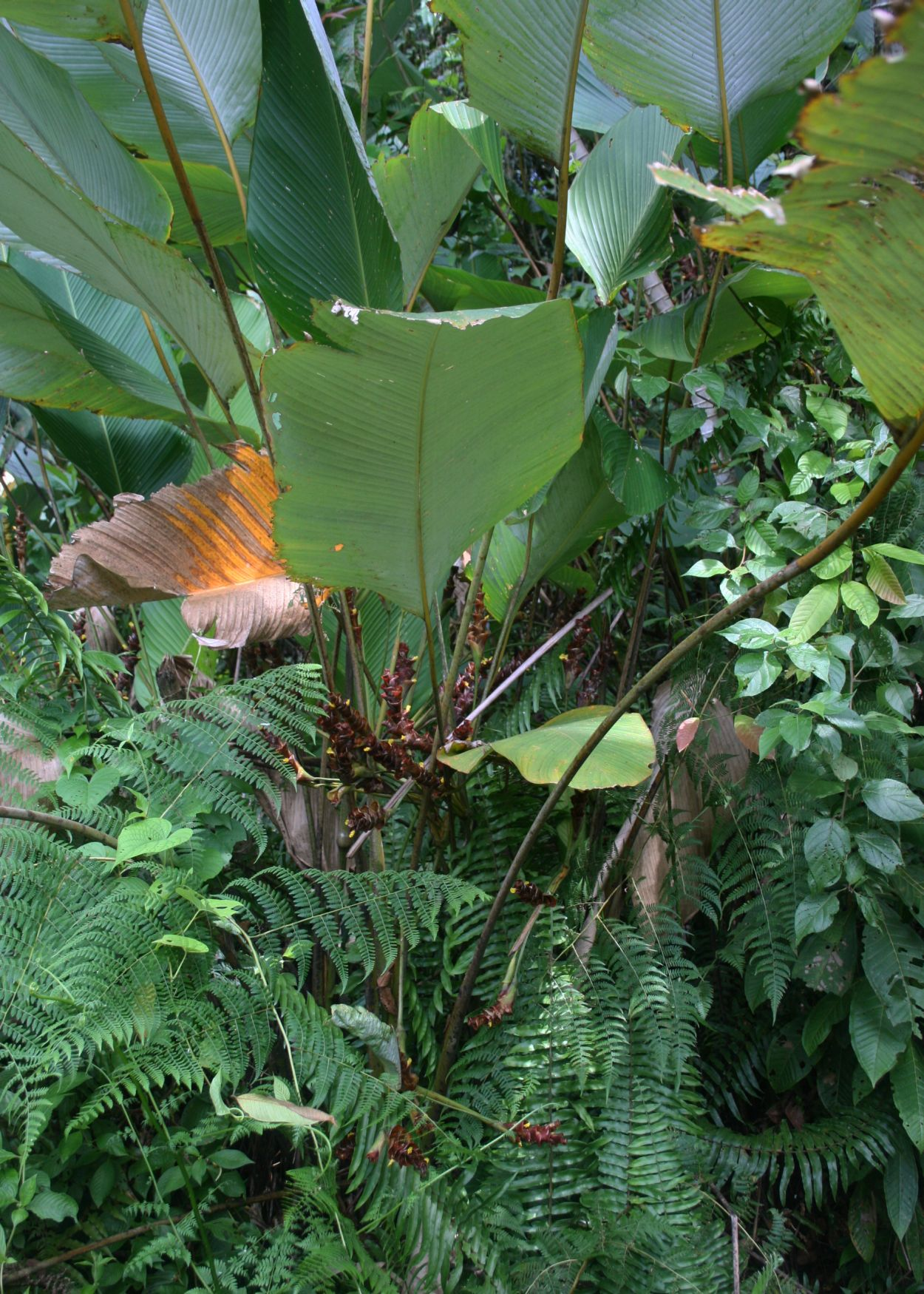